# Venuše (planeta)
Venuše je druhá planeta od Slunce ve sluneční soustavě. Je pojmenována po římské bohyni lásky a krásy Venuši. Jedná se o jedinou planetu sluneční soustavy, která je pojmenována po ženě. Venuše je terestrická planeta, co do velikosti a hrubé skladby velmi podobná Zemi; někdy se proto nazývá „sesterskou planetou“ Země. Eliptická oběžná dráha Venuše má ze všech planet nejmenší výstřednost, pouze 0,007. Okolo Slunce oběhne jednou za 224,7 pozemského dne. Protože je Venuše ke Slunci blíže než Země, její úhlová vzdálenost od Slunce nemůže překročit určitou mez (největší elongace je 47,8°) a lze ji ze Země vidět jen před úsvitem nebo po soumraku. Proto je Venuše někdy označována jako „jitřenka“ či „večernice“, a pokud se objeví, jde o zdaleka nejsilnější, téměř bodový přírodní zdroj světla na obloze. Její magnituda může dosáhnout hodnoty −4,6. Na obloze je tedy po Slunci a Měsíci nejjasnějším zdrojem. Výjimečně lze Venuši pouhým okem spatřit i ve dne.
Venuše je zcela zakryta vrstvou husté oblačnosti, která nedovoluje spatřit její povrch v oblasti viditelného světla. To vyvolalo velkou řadu spekulací o jejím povrchu, přetrvávajících až do 20. století, kdy byl její povrch prozkoumán pomocí přistávacích modulů a radarového mapování povrchu. Venuše má nejhustší atmosféru ze všech terestrických planet, která je tvořena převážně oxidem uhličitým. Pro absenci uhlíkového cyklu ve formě navázání do hornin či na biomasu z atmosféry docházelo k jeho enormnímu nárůstu až do současné podoby. Vznikl tak silný skleníkový efekt, který ohřál planetu na teploty znemožňující výskyt kapalné vody na jejím povrchu a učinil z Venuše suchý a prašný svět. Existují teorie, že Venuše, podobně jako Země, měla oceány kapalné vody. Voda se vlivem narůstající teploty vypařila a následně se pro absenci magnetického pole vodní molekuly střetly s částicemi slunečního větru, což vedlo k jejich rozpadu na kyslík a vodík a k úniku volných částic z atmosféry. Ale kapalná voda tam patrně nikdy nebyla. V současnosti dosahuje tlak na povrchu Venuše přibližně 92násobku tlaku na Zemi.
Venuše byla známa již starým Babylóňanům kolem roku 1600 př. n. l. Byla však pozorována dlouho předtím v prehistorických dobách díky své jasné viditelnosti. V Čechách jsou známy nálezy dokládající její pozorování z archeologické lokality Makotřasy z období asi 2700 let př. n. l.
Jejím symbolem je stylizované znázornění bohyně Venuše držící zrcadlo: kruh s malým křížem pod ním (v Unicode: ♀). Povrch Venuše mohl být zkoumán až díky radaru a kosmickým sondám. První úspěšné přistání provedla sovětská (SSSR) sonda Veněra 7 15. prosince 1970. V první polovině 90. let 20. století zhotovila americká sonda Magellan detailní mapu téměř celého povrchu planety. Tyto výzkumy přinesly poznatky o silné sopečné aktivitě na povrchu Venuše, což spolu s přítomností síry v atmosféře vedlo k domněnkám, že se na Venuši nachází aktivní vulkanismus i v současnosti, což v roce 2009 potvrdila měření povrchu v infračerveném spektru. Při průzkumu snímků ale nebyly nalezeny žádné doklady lávových proudů, které by pocházely z nedávné doby. Na povrchu bylo překvapivě pozorováno jen malé množství kráterů, naznačující, že celý povrch je relativně mladý o stáří přibližně půl miliardy let.

## Vznik
Venuše vznikla podobně jako ostatní planety sluneční soustavy přibližně před 4,6 či 4,5 miliardy let akrecí z pracho-plynného disku, jenž obíhal kolem rodící se centrální hvězdy. Srážkami prachových částic se začala formovat malá tělesa, která svou gravitací přitahovala další částice a okolní plyn. Vznikly tak první planetesimály, které se vzájemně srážely a formovaly větší tělesa. Na konci tohoto procesu v soustavě vznikly čtyři terestrické protoplanety.
Po zformování protoplanety docházelo k masivnímu bombardování povrchu zbylým materiálem ze vzniku soustavy, což mělo za následek jeho neustálé přetváření a přetavování. Je dokonce možné, že celý povrch byl roztaven do podoby tzv. magmatického oceánu, jehož tepelná energie společně s teplem uvolněným diferenciací pláště a jádra je dodnes kumulována v nitru planety a umožňuje existenci vulkanismu a tektonických procesů.

## Fyzikální charakteristiky

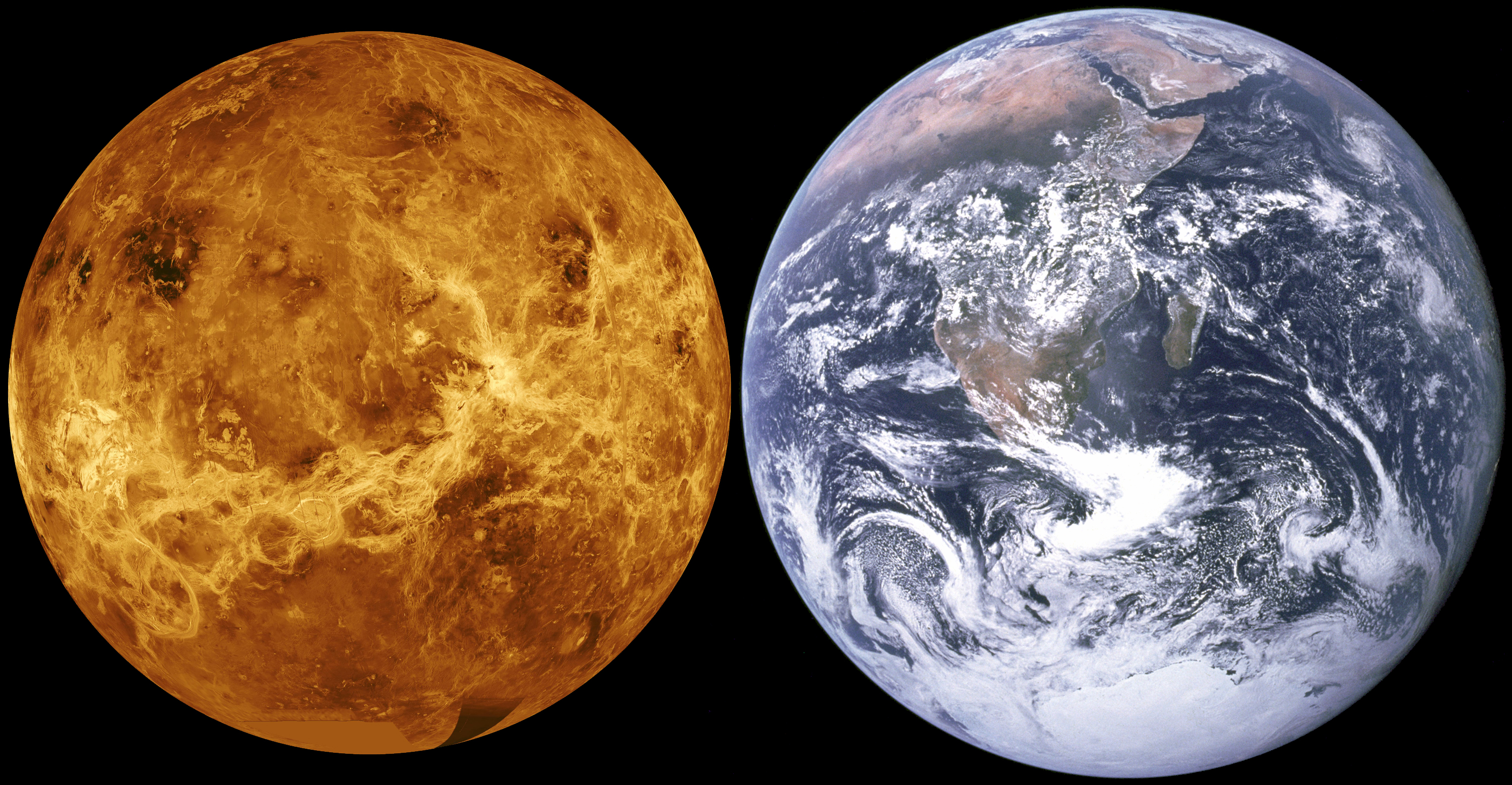
Srovnání se Zemí

Venuše je jedna ze čtyř terestrických planet, takže má podobně jako Země pevný kamenitý povrch. Vzhledem k velikosti a hmotnosti je Venuše velice podobná Zemi a často je popisována jako její „sestra“ či „sesterská planeta“. Poloměr Venuše je pouze o 650 km menší než v případě Země, současně její hmotnost dosahuje 81,5 %. Nicméně podmínky na povrchu Venuše jsou od pozemských zcela odlišné. Na povrchu panují extrémní podmínky, způsobené silným skleníkovým efektem. Atmosféra je složena převážně z oxidu uhličitého (96,5 %).

### Geologické složení

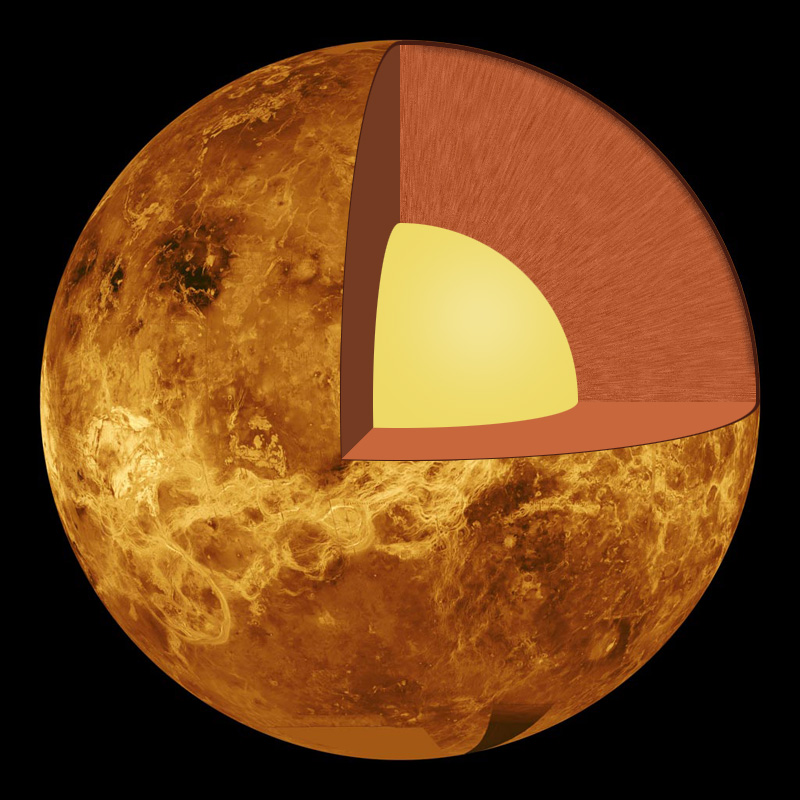
Vnitřní struktura Venuše - kůra (vnější vrstva), plášť (střední vrstva) a jádro (žlutá vnitřní vrstva)

Bez možnosti změřit šíření seismických vln skrz jednotlivé vrstvy planety a znalosti momentu setrvačnosti je jen velmi málo způsobů, jak zjistit více informací o vnitřní stavbě a složení planety. Nicméně podobnost rozměru a hmotnosti Venuše se Zemí naznačuje, že tyto dvě planety si budou podobné i ve vnitřní stavbě. Venuše se nejspíše také skládá z jádra, pláště a pevné kůry. Jelikož je menší než Země, dá se odvozovat, že menší bude i její vnitřní tlak. Oproti Zemi se na Venuši také nepodařilo objevit důkazy deskové tektoniky, Venuše tak spolu s Marsem a Merkurem má nejspíše litosféru tvořenu jednou kompaktní litosférickou deskou. Jako vysvětlení se nabízí varianta, že Venuše má příliš silnou litosféru, která zabraňuje průniku chocholů na povrch a nastartování deskové tektoniky.
Vnitřek Venuše je pravděpodobně velmi podobný pozemskému jádru, a je tedy tvořen částečně tekutým železným jádrem o průměru 6 000 km, obklopeným roztaveným kamenným pláštěm. Spolu tvoří tyto dva obaly největší část planety. Spodní hranice pláště leží podle odhadů v hloubce okolo 2 840 km. Složení ani teplota těchto částí planety nejsou podrobně prozkoumány a známy. Předpokládá se, že je zde bohatě zastoupeno zejména železo, a to buď v čistém stavu, nebo vázané se sírou ve formě sulfidu železnatého. Na rozhraní jádra a pláště se odhadují teploty okolo 3 500 °C, v jádře by mohly dosahovat až k 4 000 °C. Venuše, podobně jako Země, překonala gravitační diferenciaci, období krátce po svém zformování, kdy těžší prvky klesaly do středu planety, čímž došlo k vytvoření jádra, zatímco lehčí prvky stoupaly směrem k povrchu. Důkazem diferenciace je vznik sekundární atmosféry planety.
Poslední výsledky z gravitačního měření sondy Magellan nasvědčují, že kůra Venuše je silná přibližně 35 km. Existuje teorie, že Venuše neuvolňuje vnitřní energii pohyby tektonických desek jako Země, ale namísto toho v pravidelných intervalech vyvíjí masivní vulkanickou činnost, vlivem které se její povrch zalévá čerstvou lávou. Tuto teorii podporuje skutečnost, že nejstarší geomorfologické útvary na povrchu jsou staré pouze 800 milionů let, zatímco zbytek povrchu je mladšího data (řádově několik stovek milionů let). V současnosti se předpokládá, že Venuše je stále vulkanicky aktivní v izolovaných geologických obdobích. Pozorování povrchu zařízením VIRTIS na palubě sondy Venus Express přineslo poznatky, že Venuše byla vulkanicky aktivní v rozmezí 2,5 miliónu až 250 000 let, což je z geologického hlediska v podstatě současnost.

### Povrch

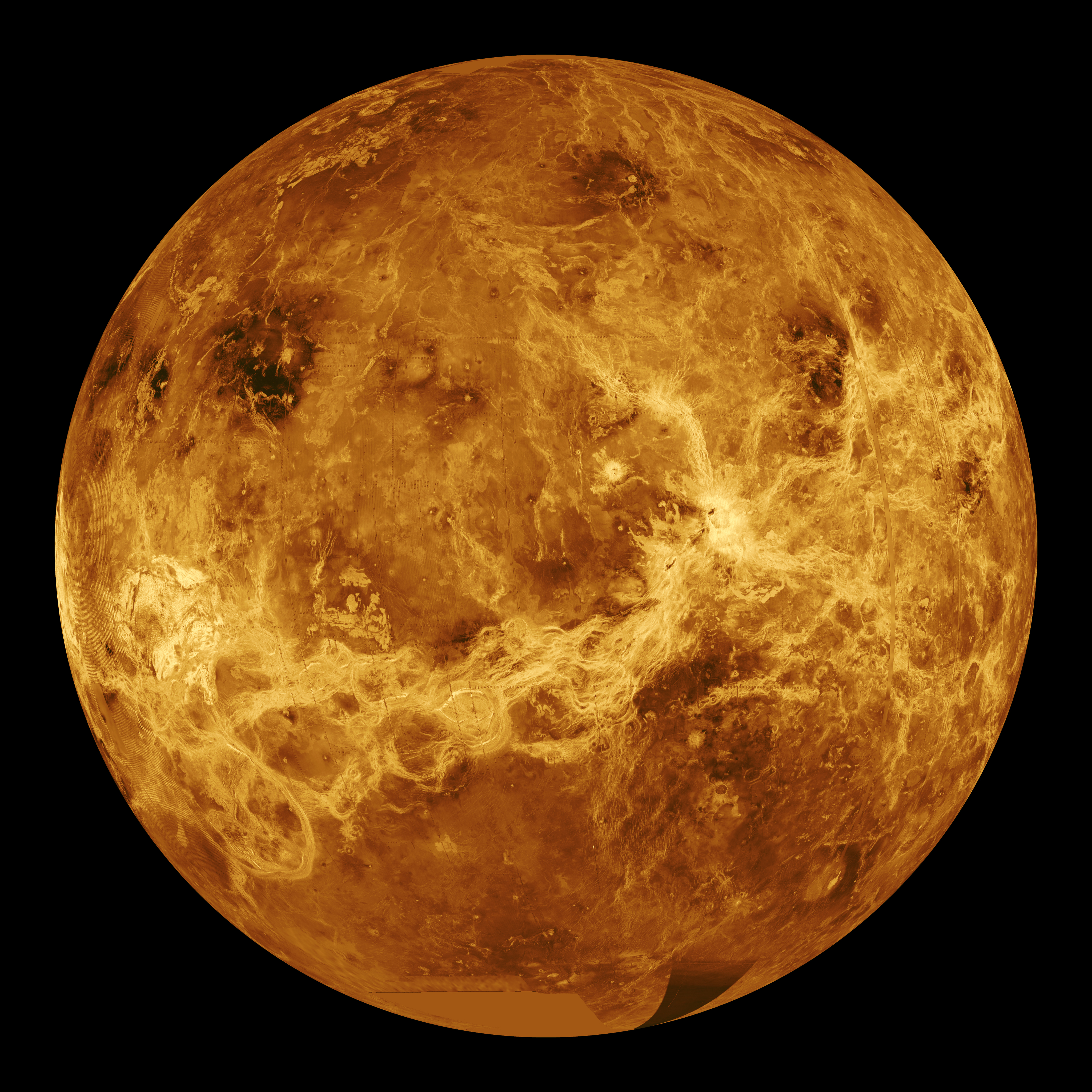
Radarový obraz povrchu Venuše směřovaný na 180 stupňů východní délky

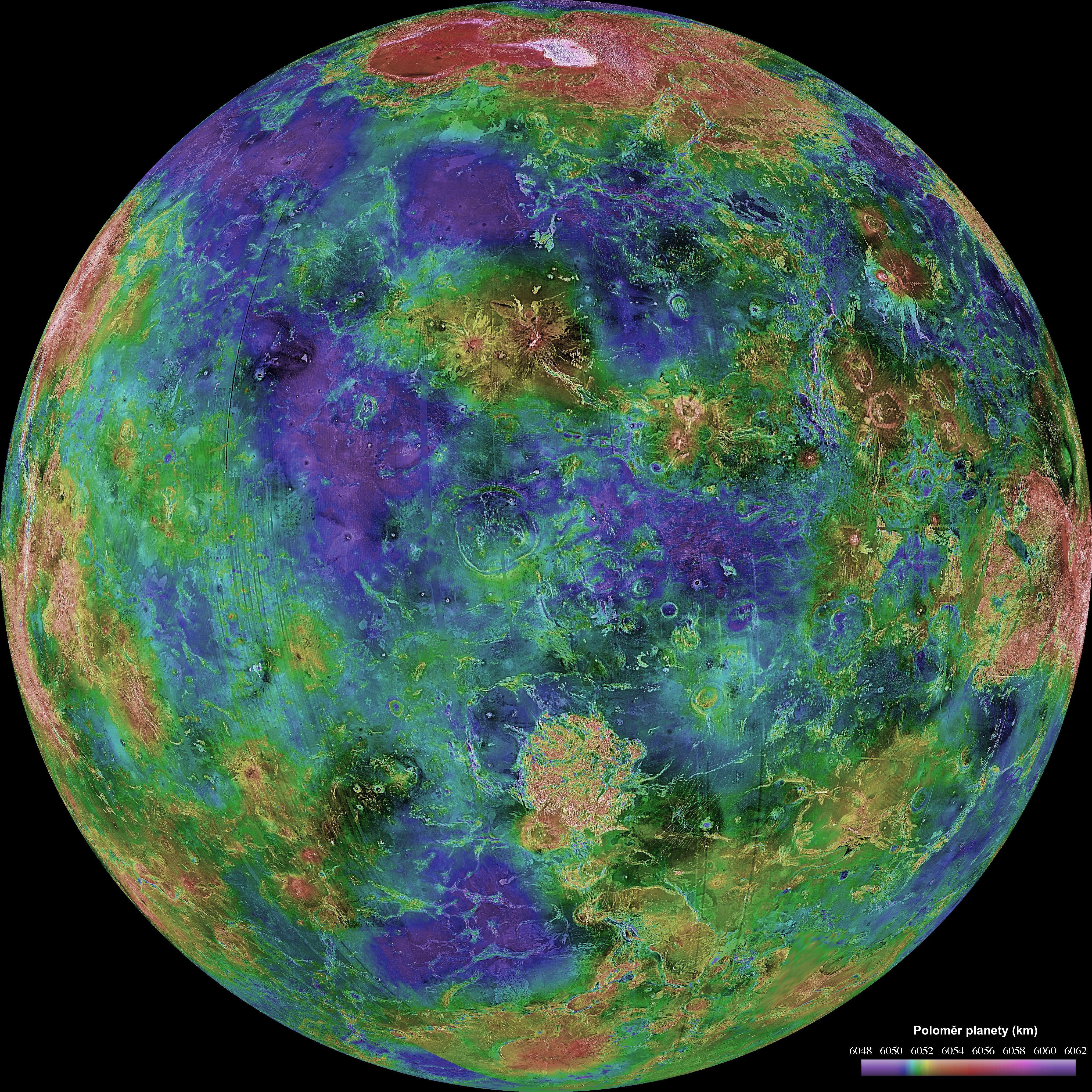
Radarový snímek v nepravých barvách povrchu Venuše. Barvy byly změněny pro lepší rozlišitelnost jednotlivých útvarů

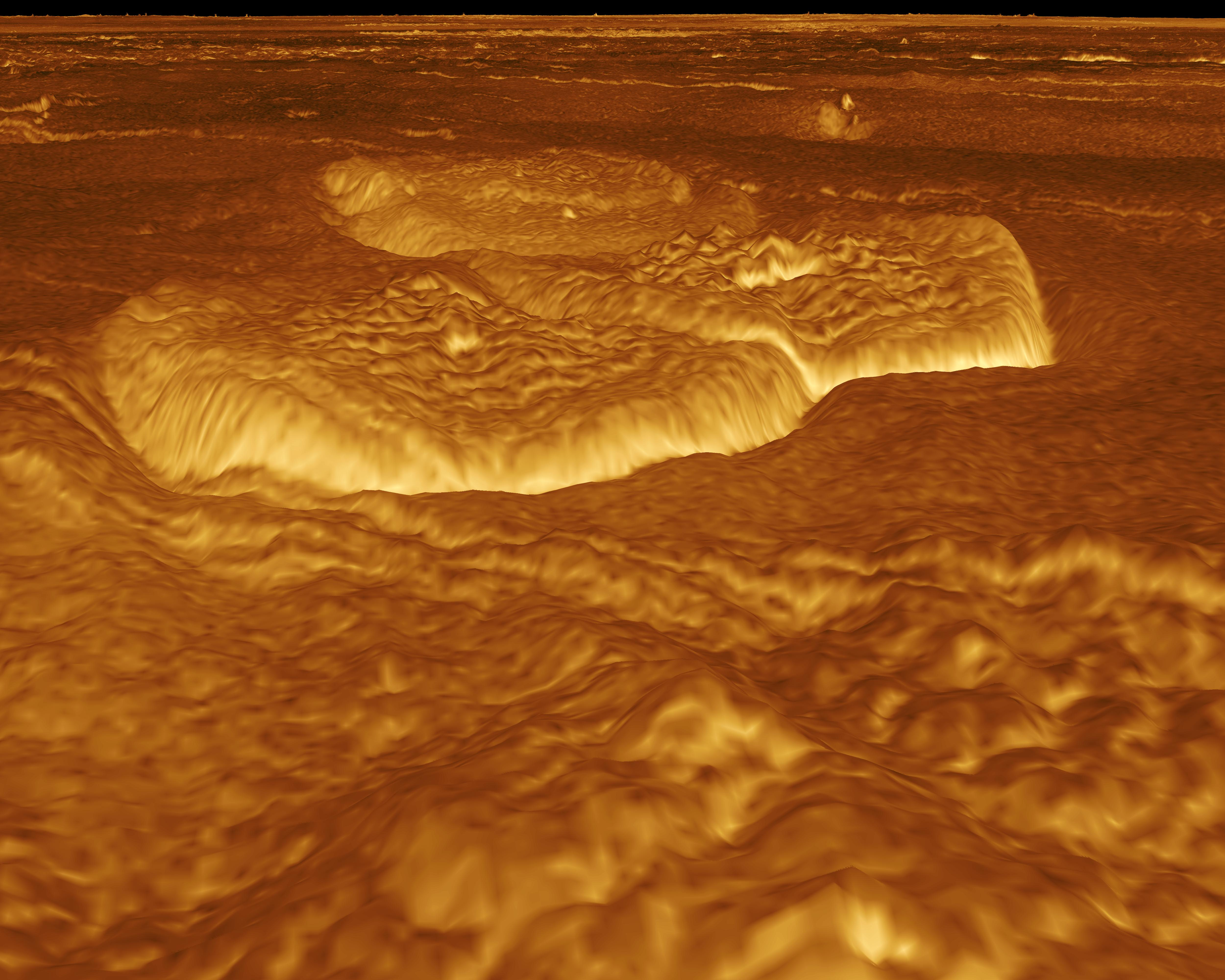
Útvary východně od Alpha Regio.

Průzkum povrchu Venuše je vzhledem k husté atmosféře obklopující planetu ve viditelném spektru nemožný. Pro zmapování povrchu se využívají radarové vlny, které jsou schopny atmosférou proniknout. Povrch Venuše je přibližně z 80 % tvořen lávovými planinami. Venušin povrch je tvořen dvěma „kontinentálními“ vrchovinami, které se zdvíhají z rozsáhlých okolních plání. Výšky povrchových útvarů se měří vzhledem ke střednímu poloměru planety, jelikož se zde nevyskytuje oceán kapalné vody, který by se mohl podobně jako na Zemi použít pro výchozí výšku. V oblasti severní vrchoviny Ishtar Terra se nacházejí největší hory Venuše Maxwell Montes. Tento masiv je přibližně o 2 km vyšší než Mount Everest, a dosahuje tedy výšky okolo 11 km. Mezi pohořími se rozprostírá náhorní plošina Lakshmi Planum. Oblast Ishtar Terra je větší než pozemská Austrálie, ale menší než Spojené státy, má rozlohu okolo 8,5 milionu km2. Na rovníku se nachází rozsáhlejší oblast Aphrodite Terra s průměrem 15 000 km, která se velikostí rovná přibližně Jižní Americe. Mezi těmito vrchovinami se rozkládá celá řada širokých prohlubní jako například Atalanta Planitia, Guinevere Planitia a Niobe Planitia. Pro pojmenování povrchových útvarů Venuše se zpravidla využívají ženská jména z mytologie vyjma Maxwell Montes, Alpha a Beta Regio, jež byly pojmenovány ještě před tím, než byla dohoda v rámci Mezinárodní astronomické unie přijata.
Jelikož má Venuše velmi hustou atmosféru, která brzdí dopadající tělesa, nenacházejí se na povrchu planety žádné impaktní krátery menší 3 km v průměru. Krátery na Venuši jsou relativně mělké. Jejich nízká hloubka svědčí o intenzivní erozi nebo o silných endogenních pochodech. Na povrchu jsou pozorovány také zlomy značných rozměrů, které svědčí o tektonické činnosti.
Předpokládá se, že téměř 90 % povrchu tvoří nedávno utuhlá vrstva čedičové lávy, která je pouze zřídka porušena meteorickými krátery. Malý počet impaktních poruch napovídá, že povrch planety byl v nedávné době značně přeměněn vlivem sopečné aktivity. Kartografické souřadnice objektů na Venuši jsou vztaženy k nultému poledníku, jenž prochází bodem, který velmi dobře odráží radarové signály a který leží uprostřed oválného objektu Eve jižně od Alpha Regio.

#### Povrchové útvary

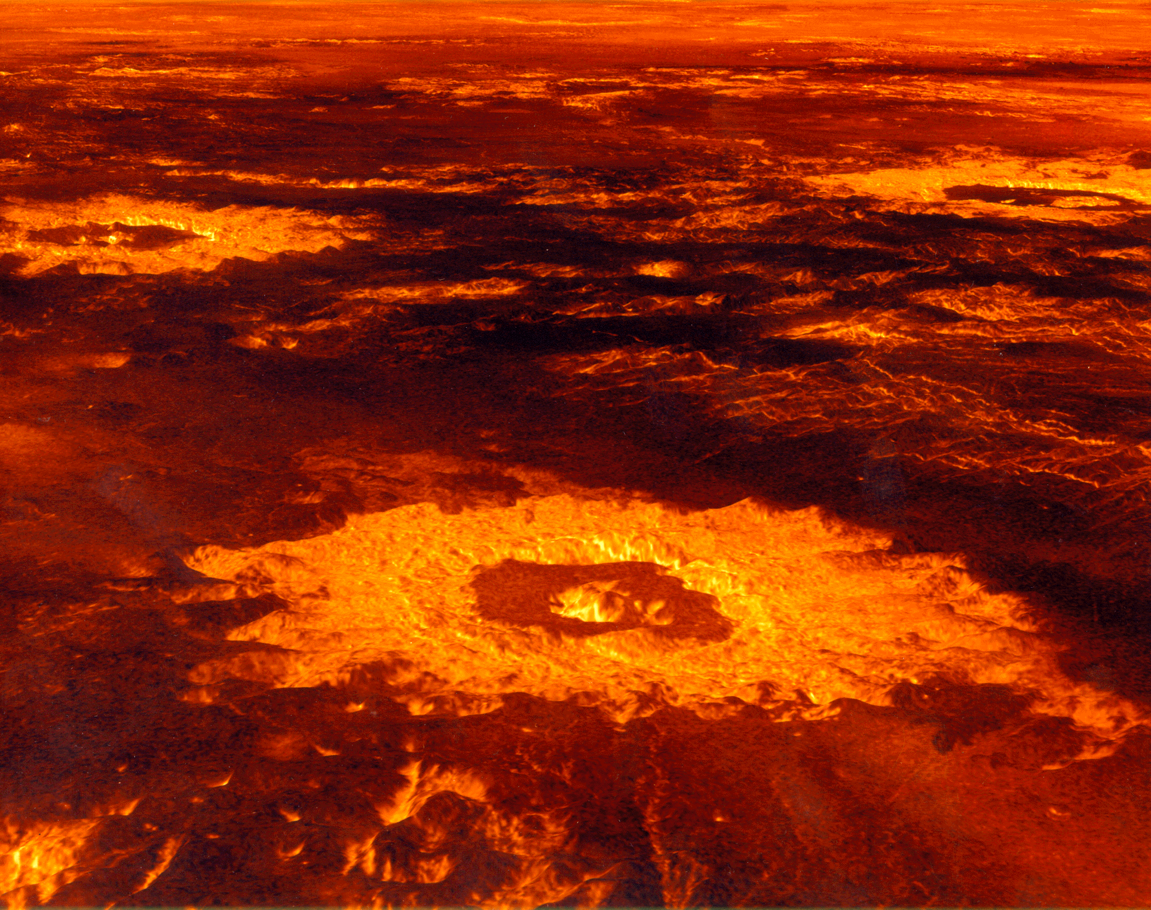
Tři impaktní krátery na Venuši. Nejblíže k pozorovateli se nachází kráter Saskia o průměru 37,3 km. Snímek byl pořízen z radarového mapování povrchu

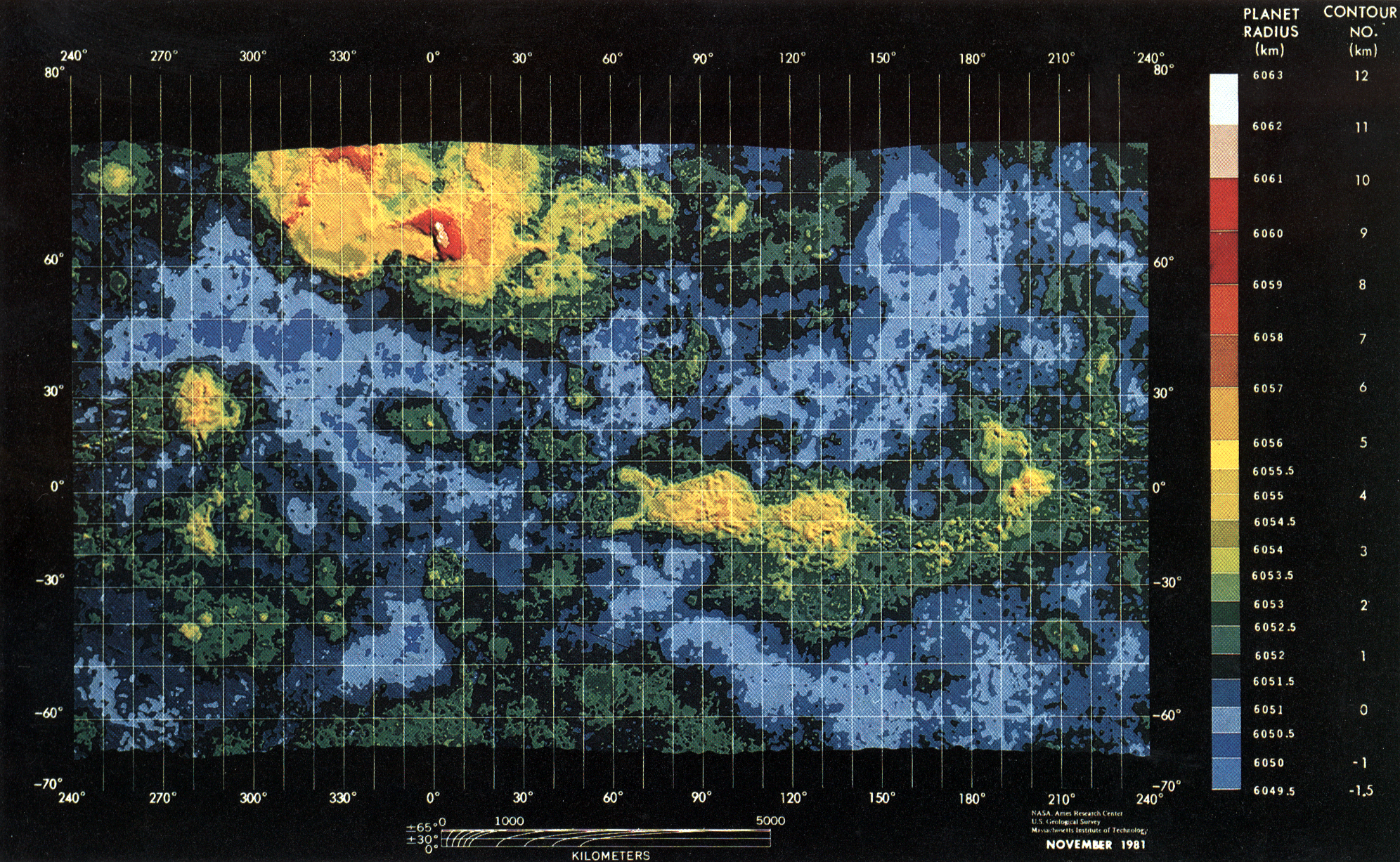
Topografická mapa povrchu Venuše s barevně odlišenou výškou

Na velké části povrchu Venuše se vyskytuje značné množství sopek (např. Sif Mons), celkově se jich povedlo již objevit přes 1 600, ale toto číslo nemusí být konečné, jelikož závisí na rozlišení snímků povrchu, které mají vědci k dispozici. Z nich 167 má průměr základny větší 100 km. Pro srovnání – na Zemi je jen jedna podobná oblast, a to na ostrově Havaj. Přítomnost většího množství sopek oproti Zemi není způsobena silnějším vulkanismem, ale vyšším stářím kůry a jednotek, které se na kůře nacházejí. Na Zemi je kůra pravidelně znovuvytvářena a pohřbívána vlivem subdukce na hranicích tektonických desek. Vlivem pravidelných změn je střední stáří pozemské kůry pouze okolo 100 milionů let, kdežto na Venuši je kůra stará až okolo 500 milionů let.
Na Venuši je možné rozeznat okolo tisíce impaktních kráterů, které jsou po jejím povrchu distribuovány nahodile. Krátery na Zemi či Měsíci se nacházejí v různém stadiu eroze, což svědčí o jejich různém stáří. Na Měsíci jsou starší krátery zahlazovány novějšími impaktními krátery v okolí a na Zemi je to způsobeno činností vody a větru. Oproti tomu krátery na Venuši jsou v 85 % případů v téměř dokonalém stavu, takže se zdá, že vznikly relativně nedávno. Dobrý stav a poměrně nízký počet kráterů podporují teorii o celkovém překrytí povrchu Venuše novým sopečným materiálem před přibližně 500 miliony lety. Kůra na Zemi je v neustálém pohybu a stále se přetváří, což uvolňuje unikající teplo z pláště. Na Venuši při absenci deskové tektoniky k podobnému procesu nedochází, a tak se předpokládá, že se zde teplo cyklicky uvolňuje masivní vulkanickou aktivitou, vedoucí ke změnám celého povrchu.
Krátery na Venuši dosahují průměru od 3 do 280 km. Na povrchu se nenacházejí krátery menší 3 km. Způsobuje to hustá atmosféra, která brzdí malá prolétající tělesa natolik, že při dopadu již nemají dostatečnou kinetickou energii schopnou vytvořit impaktní kráter či zničení.

### Magnetické pole a radiace
V roce 1980 americká sonda Pioneer Venus Orbiter objevila, že Venuše má magnetické pole slabší a menší než pozemské. Na rozdíl od Země není magnetické pole Venuše indukováno v jádře planety, ale v atmosféře při interakci ionosféry s částicemi slunečního větru. V současnosti není zcela známo, proč nemá Venuše dvojpólové magnetické pole generované jádrem planety. Předpokládá se, že vznik Venuše byl velmi podobný vzniku Země a že obě planety mají i podobné chemické složení. Země má jádro tvořeno tekutým kovem, který umožňuje probíhání termochemické konvekce, což umožňuje generování magnetického pole. Existují dvě základní teorie, které nepřítomnost pole indukovaného jádrem vysvětlují. První předpokládá, že počáteční teplo při formování společně s teplem vznikajícím při radioaktivním rozpadu nestačilo na to, aby se jádro udrželo v tekutém stavu. Proto by byla teplota jádra příliš nízká na termální konvekci, podobně jako je tomu v případě Marsu. Druhá teorie vysvětluje nepřítomnost vnitřně buzené magnetosféry Venuše malým tepelným tokem z jádra planety. Nepřítomnost magnetického pole generovaného ve vnitřních oblastech planety má za následek skutečnost, že Venuše není tak dobře chráněna proti dopadajícím částicím slunečního větru a radiaci přicházející z vesmíru jako Země, a může to být jedna z příčin, proč jsou obě zmiňované planety velmi rozdílné.
Indukovaná magnetosféra vznikající pod vlivem částic slunečního větru je zformována do dlouhého chvostu, který se táhne směrem od Slunce do vzdálenosti přibližně 8 až 12 poloměrů Venuše. Na přivrácené straně ke Slunci pak vzniká rázová vlna. Nepřítomnost vnitřního dynama, generujícího magnetické pole, byla velkým překvapením, jelikož se při shodné velikosti Venuše a Země předpokládalo, že bude mít také vnitřní dynamo. Pro vznik dynama je nutné splnit tři základní podmínky: vodivou kapalinu, rotaci a konvekci. Pro vznik dynama musí být jádro vodivé, což je nejspíš i případ Venuše. Druhou podmínkou je rychlost rotace jádra, která dle modelů bude v případě Venuše dostatečná. Tyto poznatky naznačují, že důvodem absence dynama v jádře Venuše bude chybějící konvekce mezi vnitřním jádrem a vnějším jádrem, což by korespondovalo i s poznatky o chybějící deskové tektonice. Dalším možným vysvětlením je, že rozdíl teplot mezi vnitřním a vnějším jádrem je nepatrný, a tedy nedostatečný pro vznik dynama.

### Atmosféra

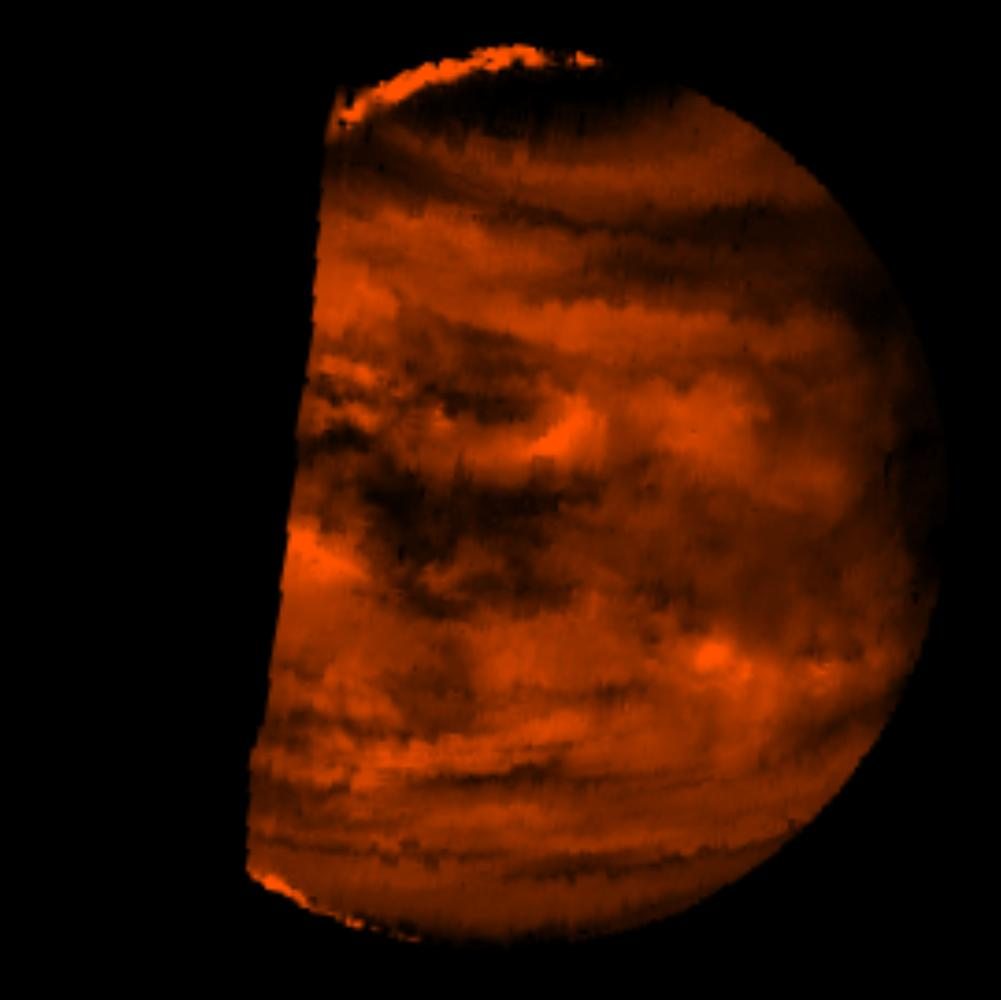
Nižší mračna atmosféry Venuše na odvrácené straně planety vyfocená v blízké infračervené oblasti spektra (zobrazené barvy jsou nepravé). Snímek pořídila sonda Galileo, když okolo Venuše v roce 1990 prolétla.

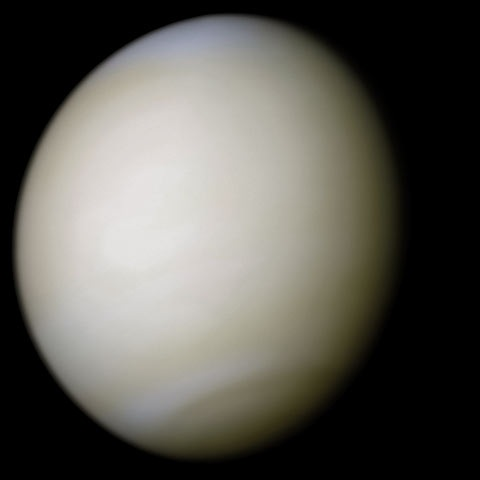
Snímek atmosféry Venuše v pravých barvách. Viditelné jsou pouze svrchní vrcholky mračen obepínajících planetu.

Schéma ukazuje skleníkový efekt na planetě

Současná představa o struktuře atmosféry Venuše se zakládá na měřeních uskutečněných sondami typu Veněra, Mariner, Pioneer-Venus, pozemskými pozorováními a teoretickými modely, které umožňují odhadovat chování atmosféry. Venuše je obklopena hustou vrstvou atmosféry, která je tvořena převážně oxidem uhličitým, dále pak malým množstvím dusíku, kyslíku a vodních par. Kombinace těchto plynů má za následek vznik silného skleníkového efektu, který zvyšuje teplotu povrchu o více než 400 °C, v oblastech okolo rovníku dokonce až o 500 °C. Silný skleníkový efekt způsobuje, že povrch Venuše je teplejší než Slunci nejbližší planeta Merkur i přesto, že je od Slunce více než dvakrát vzdálena a přijímá pouze 25 % slunečního záření (2 613,9 W/m² v horní části atmosféry a pouze 1 071,1 W/m² na povrchu planety). Vlivem tepelné setrvačnosti a proudění atmosféry se teplota na denní a noční straně Venuše výrazně neliší (rozdíl se pohybuje v rozmezí 25 °C), a to i přesto, že rotace planety je extrémně pomalá. V horních vrstvách atmosféry panují větry, které obkrouží planetu přibližně jednou za 4 pozemské dny, což vede k distribuci tepla po celé planetě. Atmosférický tlak na povrchu planety se pohybuje okolo 8 MPa, což je 90krát více než na povrchu Země. Během pozorování planety byly v atmosféře zaznamenány i elektrické výboje v podobě blesků, i když se jich objevuje nejspíš o polovinu méně než v zemské atmosféře. Elektrické výboje v atmosféře byly předpovězeny již dříve, ale dokud nebyly prvně pozorovány sovětskou sondou Veněra, jednalo se pouze o teorii. V letech 2006 a 2007 provedla evropská sonda Venus Express řadu pozorování, která jasně potvrdila existenci elektrických výbojů v atmosféře.
V horních vrstvách atmosféry vanou silné větry, které mohou dosahovat rychlosti až 360 km/h, naproti tomu na povrchu planety vane jen velmi slabý vítr, u kterého rychlost nepřesahuje 4 až 7 km/h. Jelikož se ale při povrchu nachází velmi silná atmosféra, mají i tyto slabé větry značnou sílu a působí velkou energií na případnou překážku. V roce 2007 objevila Venus Express, že v oblasti jižního pólu planety existuje obrovský dvojitý vzdušný vír.
Atmosféra planety sahá do výšky okolo 1 000 km nad povrchem planety, kde se nachází vodíková koróna. Pod ní se do výšky 300 km nachází atmosféra tvořená převážně héliem. Pod touto vrstvou je směsice vzduchu, složená z okolo 96,5 % oxidu uhličitého, téměř 3,5 % dusíku, 0,1 % kyslíku. Studie naznačují, že před několika miliardami let měla Venuše atmosféru, která se mohla velmi podobat pozemské, což umožňovalo existenci kapalné vody na jejím povrchu. Vlivem skleníkového efektu ale došlo k vypaření povrchové vody do atmosféry, kde vodní pára navýšila obsah skleníkových plynů na kritickou hranici, vedoucí k současnému extrémně horkému stavu.

#### Oblačnost

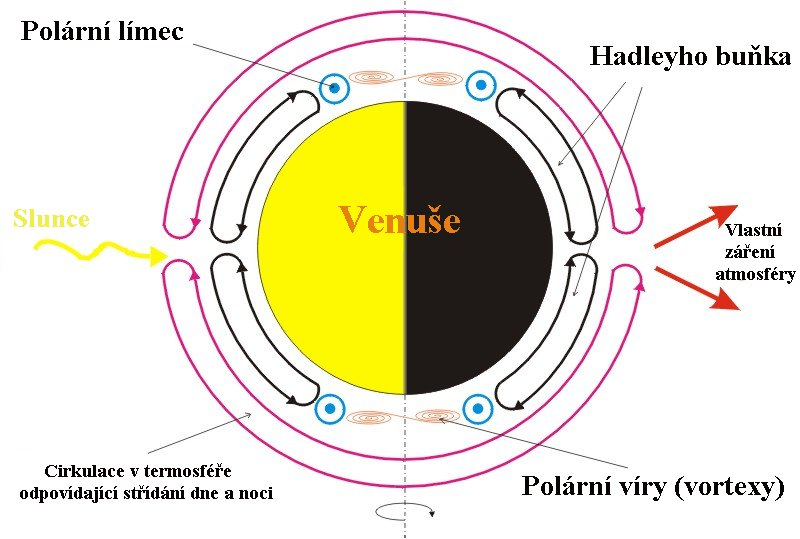
Základní schéma atmosférické cirkulace Venuše

Sluneční záření je na povrchu Venuše velmi oslabené, jelikož musí překonávat hustou atmosféru, jeho hodnota dosahuje přibližně síly Slunce při zamračené obloze na Zemi. Hlavní oblačnost se nachází ve výšce přibližně 50 až 70 km nad povrchem planety. Hrubá vrstva mraků odráží okolo 60 % slunečního svitu zpět do okolního vesmíru, což vede k zabraňování ještě silnějšího ohřívání atmosféry. Tento jev má na svědomí také to, že bolometrické albedo dosahuje přibližně 60 % a albedo v rozsahu viditelného světla ještě více. Vlivem oblačnosti Venuše dochází k tomu, že samotný povrch planety je méně osvětlený než povrch Země a i méně zahříván slunečním teplem. Oblačnost na Venuši není hlavní příčinou toho, proč na jejím povrchu panují vysoké teploty, ale touto příčinou je vysoký podíl CO2 v atmosféře, který způsobuje silný skleníkový efekt.
Mraky jsou tvořeny převážně z oxidu siřičitého a kapiček kyseliny sírové, zcela obklopují planetu a skrývají lidskému oku veškeré detaily povrchu. Vrcholky mraků mají teplotu přibližně −45 °C. Zpočátku se soudilo, že teplota na povrchu Venuše by mohla být příznivá pro vznik života, až do počátku 60. let 20. století se teplota odhadovala kolem 50 °C a teprve v roce 1965 se ještě na základě pozemských měření došlo k závěru, že teplota je značně vysoká, okolo 300 °C. V současnosti je průměrná teplota povrchu Venuše, jak ji určila NASA, 464 °C. Minimální teplotu mají právě vrcholky mraků, teplota na povrchu nikdy neklesá pod 400 °C.

#### Klima

Graf ukazuje teplotní závislosti na výšce a tlaku.

Povrch Venuše je vystaven po celou dobu přibližně stejné teplotě, jelikož zde nepanují výraznější výkyvy mezi dnem a nocí. Rotační osa Venuše je ke všemu skloněna jen o méně než tři stupně, takže se zde nevyskytuje pravidelné střídání ročních období a jejich teplotní výkyvy. Jediná výraznější změna teploty nastává s rostoucí nadmořskou výškou. V roce 1995 sonda Magellan nasnímala na vrcholku nejvyšších hor vysoce reflektivní bílou látku, vykazující výraznou podobnost s pozemským sněhem. Tato látka vznikla nejspíše podobnými procesy, jako vzniká sníh, i když za značně vyšších teplot. Na povrchu v nižších oblastech se tato látka dostává do plynného skupenství a ve vyšších oblastech pak po změně skupenství padá zpět k povrchu. Přesné složení této látky je v současnosti neznámé a objevuje se celá řada možných vysvětlení od telluru až po sloučeniny sulfidů, např. galenitu.

### Hydrosféra
Jelikož Venuše nemá vlastní magnetické pole, není její povrch zcela chráněn před slunečním větrem a částicemi dopadajícími na její horní část atmosféry. Uvažuje se, že Venuše měla původně podobné množství vody v atmosféře, jako má Země. V důsledku bombardování slunečními částicemi ale došlo k rozštěpení vodních molekul na atomy vodíku a kyslíku. Vlivem nízké hmotnosti vodíku mohl následně snadno uniknout do kosmického prostoru. Oproti tomu těžší kyslík zůstal v atmosféře a následně nejspíše reagoval s atomy v kůře, došlo k jeho navázání a postupnému vymizení z atmosféry. Poměr vodíku a deuteria v atmosféře planety tuto teorii podporuje. Vzhledem k suchu jsou horniny na Venuši těžší a tvrdší než na Zemi, což umožňuje vznik hor a útesů s prudšími svahy a neobvyklými tvary.

## Oběžná dráha

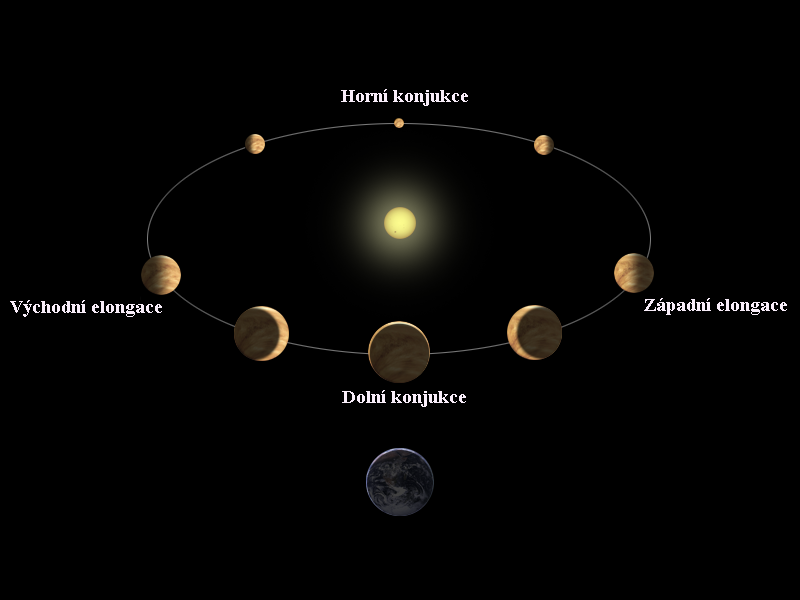
Fáze Venuše vzhledem k Zemi a její pozorovatelnost

Venuše obíhá kolem Slunce v průměrné vzdálenosti asi 108 milionů kilometrů a dokončí oběh každých 224,7 dnů (žlutá trasa), Země 365 dnů (modrá trasa)

Venuše obíhá okolo Slunce ve střední vzdálenosti okolo 108 milionů km jednou za 224,65 dne. Planeta obíhá podobně jako všechny planety sluneční soustavy po eliptické dráze, která je ale nejvíce blízká kruhové s excentricitou dráhy menší než 0,01. Během svého pohybu kolem Slunce se Venuše přibližuje každých 584 dní nejblíže k Zemi ze všech planet soustavy, a to na vzdálenost menší než 41 milionů km.
I když Venuše nemá žádný vlastní měsíc, obíhá spolu s ní kolem Slunce tzv. kvazisatelit. Jde o planetku 2002 VE68, objevenou roku 2002. Díky zvláštní kombinaci tvaru její oběžné dráhy kolem Slunce a shodné oběžné doby se zdá, jako by planetka obíhala retrográdně kolem Venuše.
Dle nové studie Alexe Alemiho a Davida Stevensona z California Institute of Technology měla Venuše před miliardou let nejspíše jeden velký měsíc, který vznikl důsledkem obrovského impaktu cizího tělesa. V důsledku dalšího velkého impaktu po přibližně 10 milionech let došlo ke změně rotace planety, což se odrazilo ve ztrátě měsíce, který se zřítil na povrch Venuše.

## Rotace
Venuše rotuje kolem své rotační osy ze všech planet sluneční soustavy nejpomaleji, a to v intervalu jednou za 243,16 dne. Má pomalou zpětnou rotaci, což znamená, že rotuje od východu k západu namísto od západu k východu jako většina ostatních planet. Příčina toho, proč planeta rotuje zpětně, není známa, ale předpokládá se, že se jedná o následek slapového působení její velmi hmotné atmosféry. Vyjma neobvyklé zpětné rotace je navíc rotace Venuše na její oběžné dráze synchronizovaná tak, že v době nejbližšího přiblížení k Zemi se k ní otáčí stále stejnou stranou. Tato vlastnost může být zapříčiněna slapovými jevy, které ovlivňují Venušinu rotaci, kdykoli se planety dostanou blízko k sobě, či se jedná o pouhou shodu náhod.
Na Venuši je sluneční den kratší než siderický den. Při pozorování Slunce z povrchu planety (pokud by to šlo, kvůli husté oblačnosti to není možné) se východ Slunce objeví každých 116,75 dne.

## Pozorování

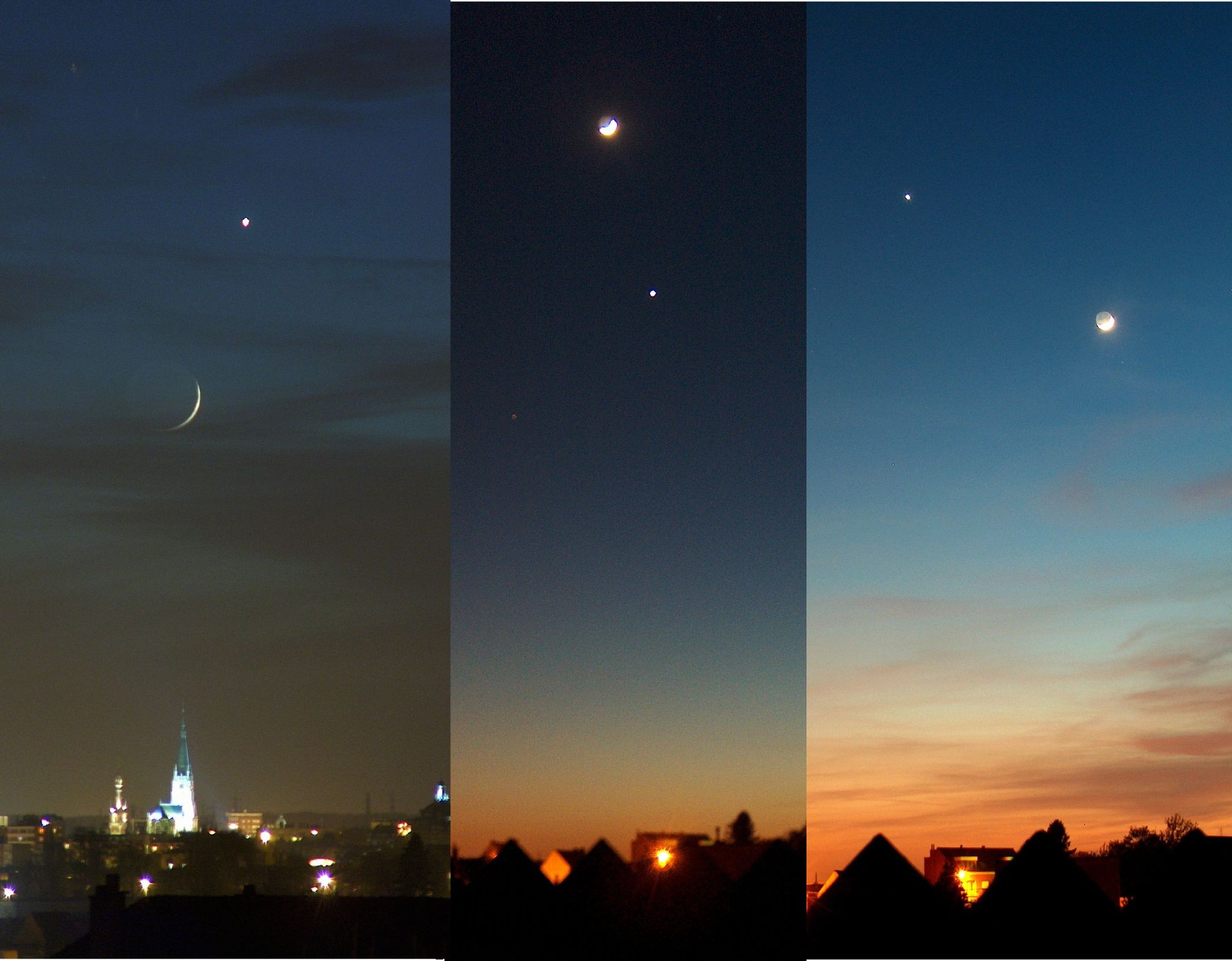
Venuše je dobře pozorovatelná pouhým okem jako nejjasnější objekt na noční obloze po Měsíci.

Venuše je nejjasnějším objektem na noční obloze po Měsíci. Pohybuje se vždy uvnitř zemské dráhy, což má za následek, že se nemůže na obloze od Slunce vzdálit dále než 47°. Jasnost planety se na noční obloze pohybuje mezi −3,1 magnitudy do −4,4 magnitudy. Nejjasnější je Venuše na noční obloze v době, kdy je osvětleno 25 % jejího kotouče, k čemuž zpravidla dochází 37 dní před dolní konjunkcí na večerní obloze a 37 dní po ní na ranní obloze. Je až 15krát jasnější než nejjasnější hvězda noční oblohy Sirius.
Od Slunce se nejvíc vychýlí přibližně 70 dní před a po dolní konjunkci, v této době je v poloviční fázi. V těchto dvou intervalech je Venuše viditelná i za plného denního světla, pokud pozorovatel přesně ví, kam se má podívat. Jako všechny planety i Venuše se na svojí dráze při pozorování ze Země zdánlivě zastaví a pak postupuje po obloze opačně. Perioda opačného pohybu je 20 dní před a po dolní konjunkci. Občas se stává, že Venuše během svého pohybu přechází vzhledem k pozorovateli na zemském povrchu přes sluneční disk.

## Výzkum

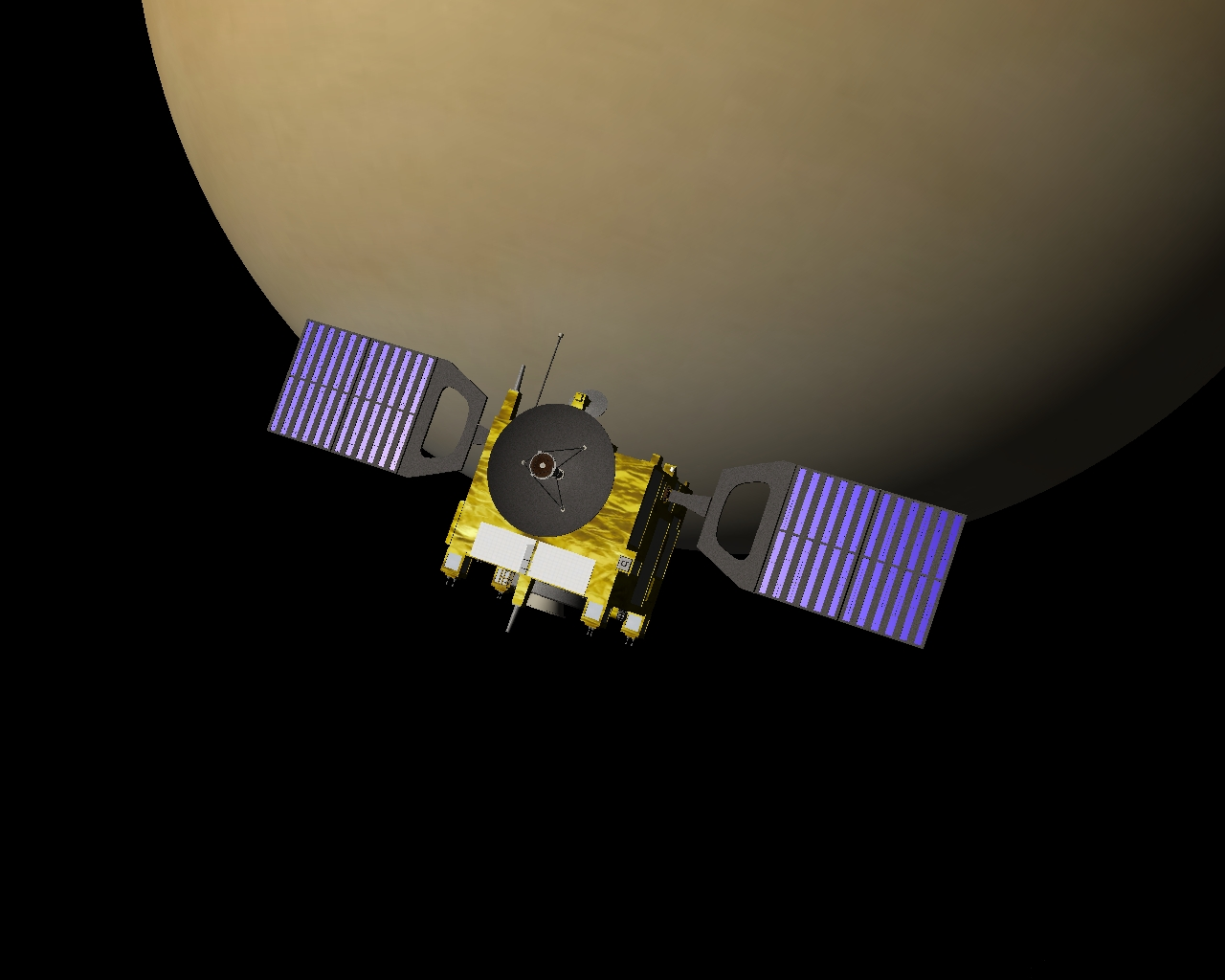
Evropská sonda Venus Express. Umělecká představa

První automatickou sondou k Venuši a současně první meziplanetární sondou všech dob byla Veněra 1, která byla na svoji cestu vyslána 12. února 1961. První sonda z úspěšného sovětského programu Veněra byla vyslána na přímou dopadovou trajektorii, ale se sondou byl po sedmi dnech ztracen rádiový kontakt ve vzdálenosti přibližně 2 milionů km od Země. Následně bylo dle dráhy sondy vypočítáno, že proletěla ve vzdálenosti přibližně 100 000 km od Venuše v půlce května.
Podobně neúspěšný průběh měl i začátek amerického průzkumného programu. Během startu byla ztracena sonda Mariner 1. Následující sonda Mariner 2 dosáhla velikého úspěchu, když po 108 dnech doletěla 14. prosince 1962 k Venuši a stala se tak první lidskou sondou u jiné planety. Mariner 2 proletěl ve vzdálenosti 34 833 km nad povrchem planety. Za pomoci mikrovlnného a infračerveného radiometru prozkoumala svrchní oblasti mračen, u kterých zjistila, že jsou chladná, a povrch s extrémní teplotou okolo 425 °C. Měření sondy tak potvrdilo dřívější předpoklady, že povrch planety je horký a neposkytuje příhodné podmínky pro život. Měření sondy pomohlo současně odhadnout hmotnost planety, ale nebylo schopno změřit magnetické pole a radiační pásy kolem ní.

### Průnik do atmosféry

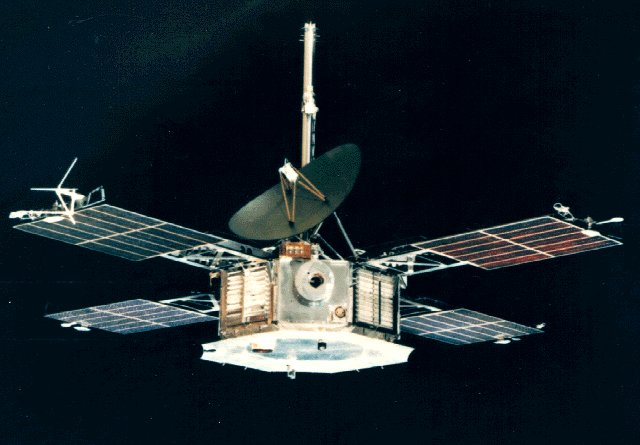
Americká sonda Mariner 5

Sondou, která jako první proletěla atmosférou Venuše, byla sovětská Veněra 3 dne 1. března 1966 – sonda se zřítila na povrch planety. Pro poruchu komunikačního systému ale sonda nebyla schopna o planetě během průletu odeslat žádná data a pouze dopadla na její povrch. Další sondou u Venuše byla 18. října 1967 sovětská Veněra 4, která úspěšně vstoupila do její atmosféry a zpět k Zemi odeslala značné množství vědeckých dat. Měření Veněry 4 současně vyvrátilo předchozí teplotní měření sondy Mariner 2. Sovětská sonda zjistila vyšší teplotu povrchu, pohybující se okolo 500 °C, a složení atmosféry, která je z 90 až 95 % tvořena oxidem uhličitým. Atmosféra Venuše byla hustší, než předpokládali sovětští konstruktéři, a tak měla sonda rozměrnější padák, než ve skutečnosti potřebovala. Ve výsledku byla sonda silněji brzděna a na povrch padala pomaleji, takže se její baterie vyprázdnila ještě před dopadem sondy na povrch. Před ukončením signálu vysílala sonda 93 minut a poslední telemetrie sondy naznačovala, že okolní tlak kolem sondy je 18 barů ve výšce 24,96 km nad povrchem.
Jen o den později 19. října 1967 dorazila k Venuši další sonda Mariner 5, která proletěla ve vzdálenosti přibližně 4 000 km nad vrcholky mračen. Mariner 5 byl původně připravován jako záložní výzkumná sonda Marineru 4 k průzkumu Marsu, ale po úspěchu předchozí sondy Mariner 2 bylo rozhodnuto, že bude jeho cíl změněn a že bude také vyslán k Venuši. Vědecké vybavení na palubě sondy bylo na lepším technickém stupni s citlivější aparaturou než v případě předchozí sondy Mariner 2, což umožnilo získat lepší vědecká data ohledně složení, tlaku a hustoty atmosféry Venuše. Vzhledem k téměř současnému příletu sondy Mariner 5 a Veněry 4 bylo možné porovnat získaná data v rámci sovětsko-americké spolupráce, což byl první náznak budoucí kooperace na poli kosmického výzkumu.
Po zkušenostech s konstrukcí sondy Veněry 4 a novými daty Sovětský svaz navrhl novou dvojici stejných sond Veněra 5 a Veněra 6. Sondy byly vyslány v lednu roku 1969 pět dní po sobě s dobou příletu k Venuši 16., respektive 17. května následujícího roku. U sond byl posílen jejich plášť, aby odolal atmosférickému tlaku 25 atmosfér, došlo ke zmenšení padáku, umožňujícímu rychlejší sestup skrz atmosféru. Tehdejší atmosférický model Venuše předpokládal, že na povrchu panují tlaky mezi 75 až 100 atmosférami, a tak se nepředpokládalo, že by sondy mohly dosáhnout povrchu. Po vstupu do atmosféry sondy vysílaly data po dobu delší 50 minut. Obě dvě sondy přestaly vysílat ve výšce přibližně 20 km nad povrchem, kdy byly vlivem extrémního tlaku zničeny.

### Dobytí povrchu

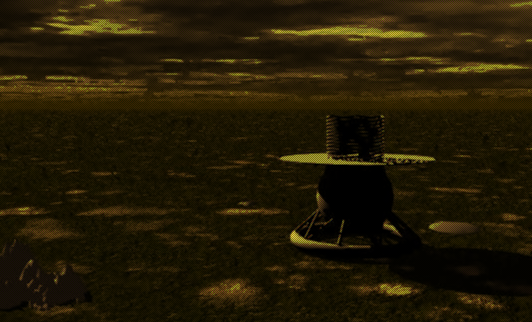
Umělecká představa přistávacího modulu Veněra 9

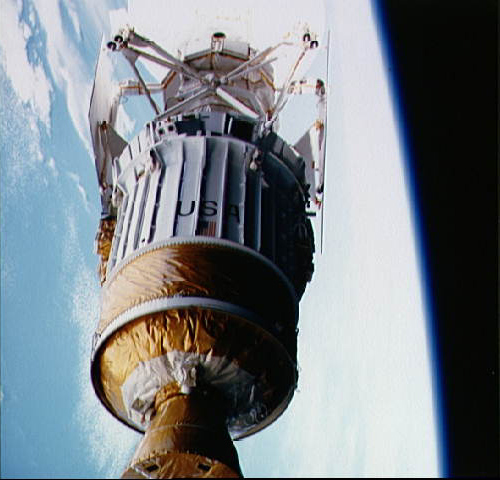
Americká sonda Magellan na orbitě Země po vypuštění

Následovala sovětská sonda Veněra 7 s cílem dosáhnout povrchu planety a s ohledem na to byly provedeny i konstrukční úpravy na přistávacím modulu, který měl být schopen přežít tlak 180 barů, a současně byla vnitřní vědecká aparatura podchlazena na teplotu −8 °C kvůli prodloužení její životnosti. Sonda 15. prosince 1970 započala svůj sestup vstupem do atmosféry, kde využila tepelný štít ke snížení rychlosti a následně otevřela speciálně upravený padák, který měl umožnit rychlý průlet skrz atmosféru za přibližně 35 minut. Vlivem agresivního prostředí okolní atmosféry ale padák nezůstal po celou cestu v pořádku, a tak sonda několik posledních metrů padala volným pádem na povrch planety rychlostí přibližně 17 m/s. Předpokládá se, že tento tvrdý dopad částečně poškodil sondu a v první chvíli znemožnil zachycení jejího signálu. Po týdnu analyzování vesmírného šumu sovětští vědci oznámili, že se jim podařilo na pozadí objevit slabý signál sondy, který vydržel 23 minut. Signál obsahoval první telemetrii a údaje o teplotě povrchu jiné planety v podobě dat.
Úspěšný program Veněra pokračoval vysláním sondy Veněra 8, která vysílala data z povrchu po dobu 50 minut. Následovaly sondy Veněra 9 a Veněra 10, které zaslaly na Zemi první snímky povrchu Venuše, ukazující nehostinnou krajinu. Dvě různá místa přistání zachytila zcela rozdílnou krajinu v okolí míst modulů – Veněra 9 přistála na svahu o sklonu přibližně 20°, obklopeném 30 až 40 cm velkými balvany; Veněra 10 ukazovala krajinu připomínající čedičové desky se zvětralým materiálem.
Mezitím pokračoval i průzkum v režii USA, které k Venuši vyslaly sondu Mariner 10. Sonda primárně směřovala k průzkumu Merkuru a u Venuše provedla pouze gravitační manévr. Během průletu 5. února 1974 sonda pořídila přes 4 000 fotografií planety ze vzdálenosti pouhých 5 790 km. Fotografie představují záběry Venuše v mnohem lepší kvalitě, než se do té doby podařilo získat, a to jak v oblasti viditelné části spektra, tak i v oblasti ultrafialového světla.
V roce 1978 poslala NASA k Venuši dvě kosmické lodě Pioneer. Celá mise se skládala ze dvou částí, každá loď byla dopravována zvlášť: Orbiter (oběžnice) a Multiprobe (multisonda). Loď Pioneer Venus Multiprobe nesla 1 velkou a 3 malé atmosférické sondy. 16. listopadu 1978 byla vypuštěna velká sonda a 20. listopadu tři menší sondy. 9. prosince vstoupily všechny čtyři sondy do Venušiny atmosféry, následovány přenosovým zařízením. Ačkoli se neočekávalo přežití po sestupu atmosférou, jedna ze sond pokračovala v činnosti ještě 45 minut po dosažení povrchu. 4. prosince 1978 přešel Pioneer Venus Orbiter na eliptickou oběžnou dráhu kolem Venuše. Zde zajišťoval 17 experimentů, dokud mu nedošlo palivo stabilizující jeho orbitu a nebyl v srpnu 1992 zničen vstupem do atmosféry.
V následujících čtyřech letech k Venuši dorazily poslední 4 sondy z úspěšného programu Veněra v podobě sond Veněra 11 a Veněra 12, které zaznamenaly v atmosféře planety elektrické výboje v podobě blesků. Další dvě sondy Veněra 13 a Veněra 14 provedly přistání 1. března, respektive 5. března 1982 na povrchu, ze kterého zaslaly zpět k Zemi první barevné fotografie povrchu. Zmiňované sondy současně prozkoumaly za pomoci rentgenové fluorescence vzorky zeminy, které ukázaly hodnoty podobné čedičové hornině bohaté na draslík. Zakončením programu Veněra se stalo vyslání sond Veněra 15 a Veněra 16, které byly navedeny na polární orbitu za účelem radarového mapování severní třetiny planety.
V roce 1985 využili sovětští konstruktéři možnosti zkombinovat misi k Venuši s průzkumem Halleyovy komety, která prolétala sluneční soustavou v témže roce. Výsledkem byly dvě sondy z programu Vega, které doletěly k Venuši 11. června a 15. června a po devítiměsíčním výzkumu planety se odpoutaly směrem ke kometě.

### Radarové mapování
Dne 4. května 1989 byla vyslána k Venuši americká sonda Magellan s cílem provést podrobné zmapování povrchu planety za pomoci radaru. Snímky ve vysokém rozlišení byly pořízeny během mise trvající čtyři a půl roku a úspěšnost mise zcela překonala očekávání, když se podařilo prozkoumat přes 98 % povrchu pomocí radaru a zmapovat 95 % gravitačního pole. Mise sondy byla ukončena v roce 1994. Sonda byla navedena do atmosféry Venuše s cílem získat poznatky o hustotě atmosféry. Venuše byla následně pozorována ještě sondami Galileo a Cassini během průletů, ale jednalo se o sekundární cíle vědeckých výzkumů na trase sond k dalším tělesům sluneční soustavy. V říjnu roku 2006 a červnu 2007 proletěla kolem americká sonda MESSENGER během korekce dráhy k Merkuru.

### Současné a budoucí mise

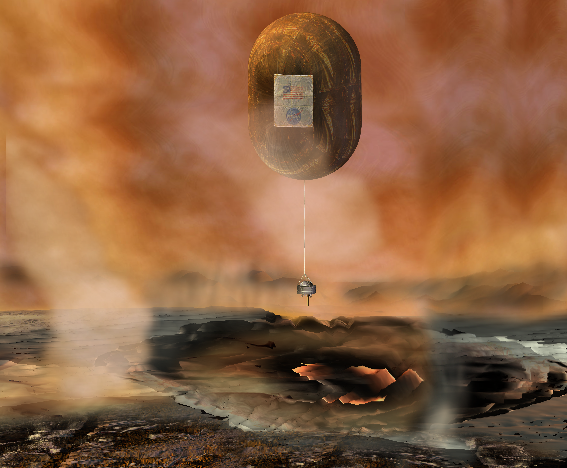
Umělecká představa budoucí výzkumné balónové sondy, která by se vznášela v atmosféře planety a sbírala vědecká data

V nedávné minulosti obíhala kolem Venuše evropská sonda Venus Express, která byla vypuštěna 9. listopadu 2005 a úspěšně navedena na polární orbitu 11. dubna 2006. Sonda byla navržena ke studiu atmosféry Venuše a mraků, ke zkoumání prostředí planetární fyziky plazmatu, povrchové charakteristiky a měření teplot. Mise byla navržena na 500 pozemských dnů, tedy na přibližně dva venušské roky. Prvním úspěchem Venus Express bylo objevení rozsáhlého atmosférického cirkumpolárního víru v oblasti jižního pólu. Sonda zanikla počátkem roku 2015 v atmosféře Venuše.
V prosinci 2015 vstoupila na oběžnou dráhu Venuše sonda Akacuki japonské kosmické agentury. Její přístroje jsou určeny pro studium atmosféry.
Evropská kosmická agentura připravuje misi BepiColombo k Merkuru, která by měla proletět v roce 2019 a 2020 dvakrát kolem Venuše a na dráze Merkuru by měla zaparkovat v roce 2024. Mezi lety 2028 a 2030 má podle plánů NASA vyrazit k Venuši mise Davinci+, jejímž úkolem bude zjištění přesného složení atmosféry planety a také ověření hypotéz, zda se na Venuši nacházela voda v kapalném skupenství. Ve stejné době je v plánu také mise Veritas, která s využitím radaru vytvoří přesný 3D model povrchu planety a pokusí se zjistit, proč se vyvíjela odlišně od Země.

## Život na Venuši

### Původní život

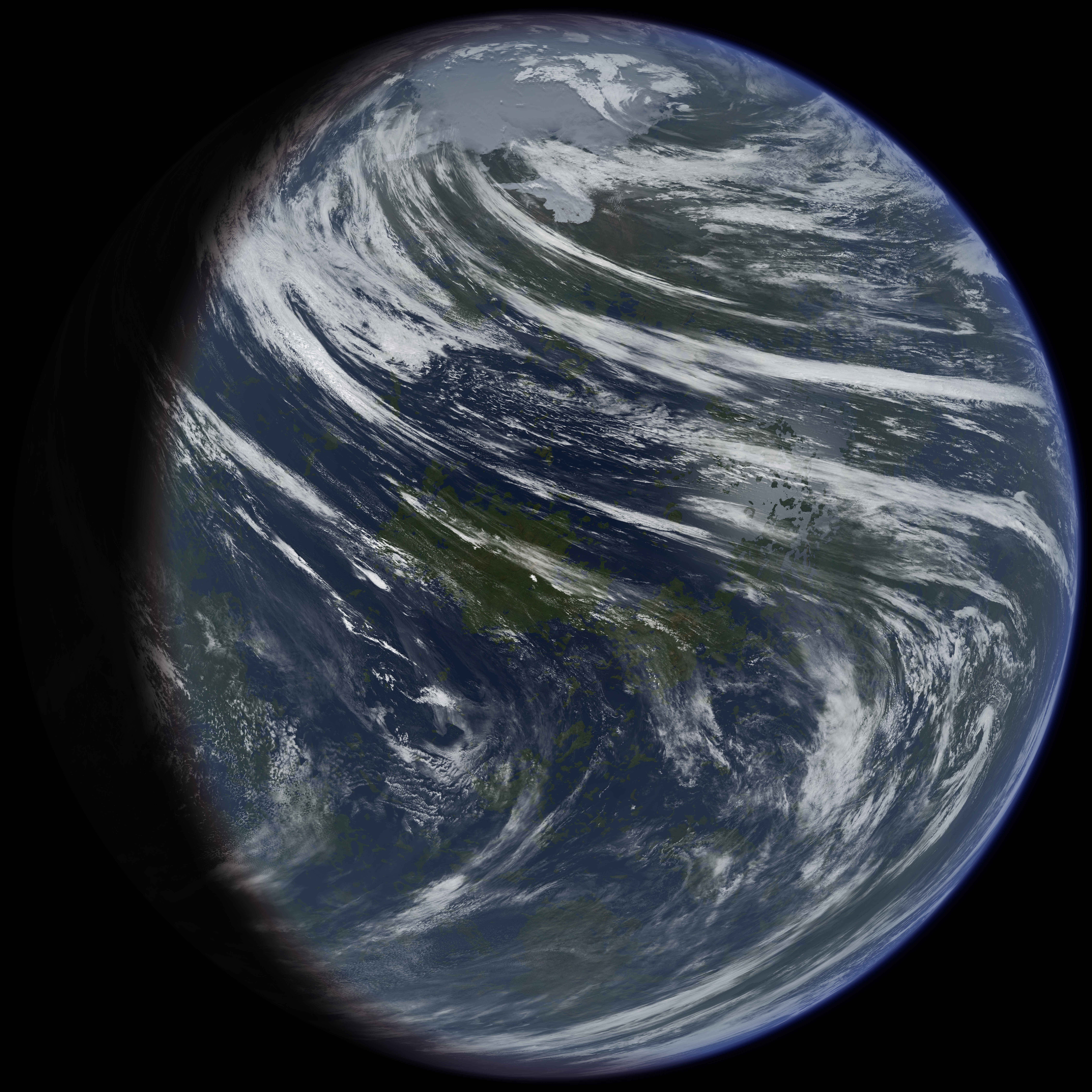
Umělecká představa terraformované Venuše

Velikost podobná Zemi, existence atmosféry a vzdálenost od Slunce naznačující vysoké, ale životu stále přívětivé teploty vedly k častým spekulacím o existenci vyspělého života na planetě Venuši. Richard Proctor roku 1870 napsal:
Je jasné, že kvůli kratší vzdálenosti Venuše od Slunce stačí málo, aby byly velké části jejího povrchu neobyvatelné bytostmi podobnými pozemským. Kvůli této blízkosti budou v tropických oblastech teploty nesnesitelné, ale v mírných a chladných pásech mohou pravděpodobně existovat oblasti s podnebím, které by nám dobře vyhovovalo… Nenacházím žádný důvod… zamítnout, že Venuše může být plná stvoření tak vyspělých, jako žijí na Zemi.
Výzkum kosmických sond naopak ukázal, že vzhledem ke skleníkovému efektu a povrchovým teplotám okolo 450 °C nelze o existenci života pozemského typu na Venuši uvažovat.
Roku 2002 však Dirk Schulze-Makuch a Louis Irwin z texaské univerzity v El Paso vyslovili teorii o možném životě nikoli na Venušině povrchu, ale v jejích oblacích. Na základě údajů ze sond Veněra, Pioneer Venus a Magellan poukázali na zvláštnosti ve složení vodních kapek ve venušských mracích, které, podle jejich názoru, lze vysvětlit přítomností mikroorganismů. Jednalo se zejména o současnou přítomnost sulfanu a oxidu siřičitého, dvou plynů, které navzájem reagují, a nevyskytují se proto společně, pokud je nějaký jev nedoplňuje. Poukázali rovněž na příliš nízké množství oxidu uhelnatého navzdory slunečnímu záření a bleskům. Možným vysvětlením je přítomnost mikroorganismů vznášejících se v oblacích, které by využívaly metabolismu podobného některým raným pozemským organismům.
Mimo to se spekuluje, jestli život na Venuši nebyl dříve, než se proměnilo složení její atmosféry. Před čtyřmi miliardami let Slunce vyzařovalo snad o 40 % méně slunečního světla (ale ani paradox slabého mladého Slunce tak málo neuvádí) a tepla než dnes, takže Země i Mars byly zamrzlé světy. V té době možná na Venuši panovaly optimální teploty umožňující existenci oceánů tekuté vody, a tedy potenciální místo pro vznik života. Během změny atmosféry se teoreticky mohl život přizpůsobit těmto změnám a uchýlit se do obyvatelné zóny v atmosféře planety. Nový výzkum publikovaný v časopise Nature naznačuje, že voda na Venuši v minulosti nikdy nezkondenzovala, a tak nevznikl ani oceán.

### Kolonizace
Vzhledem k extrémním podmínkám panujícím na povrchu Venuše nebude možné se současným stupněm technologie trvale kolonizovat její povrch v blízké budoucnosti. Teoretické úvahy o trvalé lidské posádce se tak z povrchu přesunuly do atmosféry planety, kde se uvažuje o vybudování „plovoucích měst“ v horních vrstvách husté venušské atmosféry. Tento návrh je založen na panujících podmínkách v atmosféře ve výšce okolo 50 km nad povrchem planety, kde teplota a atmosférický tlak dosahují úrovně odpovídající podmínkám na Zemi. Návrh k úspěšnému provedení předpokládá využití dlouhodobého zařízení lehčího než vzduch, tzv. aerostatu, které bude schopno setrvat na svém místě a umožní osídlení. Existence nebezpečného množství těkavých kyselin v těchto výškách bude klást množství překážek a vystupovat proti krátkodobému osídlení těchto oblastí. Některé úvahy jdou ještě dále a předpokládají, že by bylo možné Venuši odstínit od Slunce speciálním štítem, vlivem kterého by Venuše přestala přijímat tepelnou energii a začala ji vyzařovat z atmosféry, čímž by došlo k postupnému ochlazování planety. Vlivem ochlazení atmosféry by se její část vypršela na povrch a došlo k jejímu ztenčení, což by usnadnilo případnou terraformaci planety a její osídlení.

## Venuše v kultuře

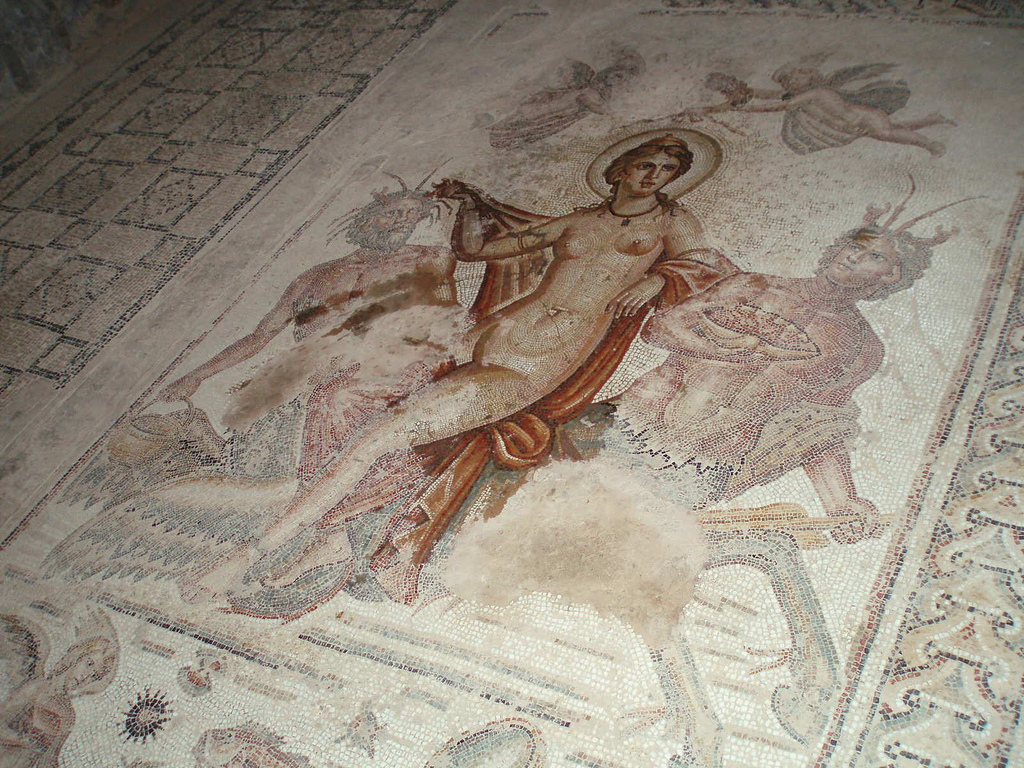
Nástěnná mozaika Venuše

### Jméno planety
Venus, počeštěně Venuše, znamená původně půvab, krásu, vděk a vnady. Planeta se objevuje na obloze večer po západu Slunce a pak i ráno před jeho východem. Tento jev má za následek, že mnohé národy mají pro Venuši dvě pojmenování, a to v závislosti na době, kdy byla planeta pozorována. Staří Řekové nazývali Venuši Hesperos večer anebo ráno Fósforos.
Jméno Venus se původně používalo pro staroitalskou bohyni jara a probouzející se přírodu a až později bylo dáno i bohyni krásy. Někdy ve 3. století př. n. l. po první punské válce došlo u Římanů ke ztotožnění římské bohyně s řeckou bohyní lásky Afroditou.
V češtině se tradičně vyskytuje, tak jako v staré řečtině, dvojité pojmenování – Večernice anebo Jitřenka. V polovině 14. století pak planeta dostává jednotná jména také v češtině – prvním rozšířeným pojmenováním se stává Ctitel, odvozeným od latinského venerare – ctít, od počátku 17. století pak začíná dominovat jméno Krasopaní, motivováno funkcí bohyně Venuše/Afrodity v římské a řecké mytologii. Na počátku 20. století staročeské názvy planet úplně mizí, v prospěch internacionálních latinských pojmenování.

### Význam v astrologii

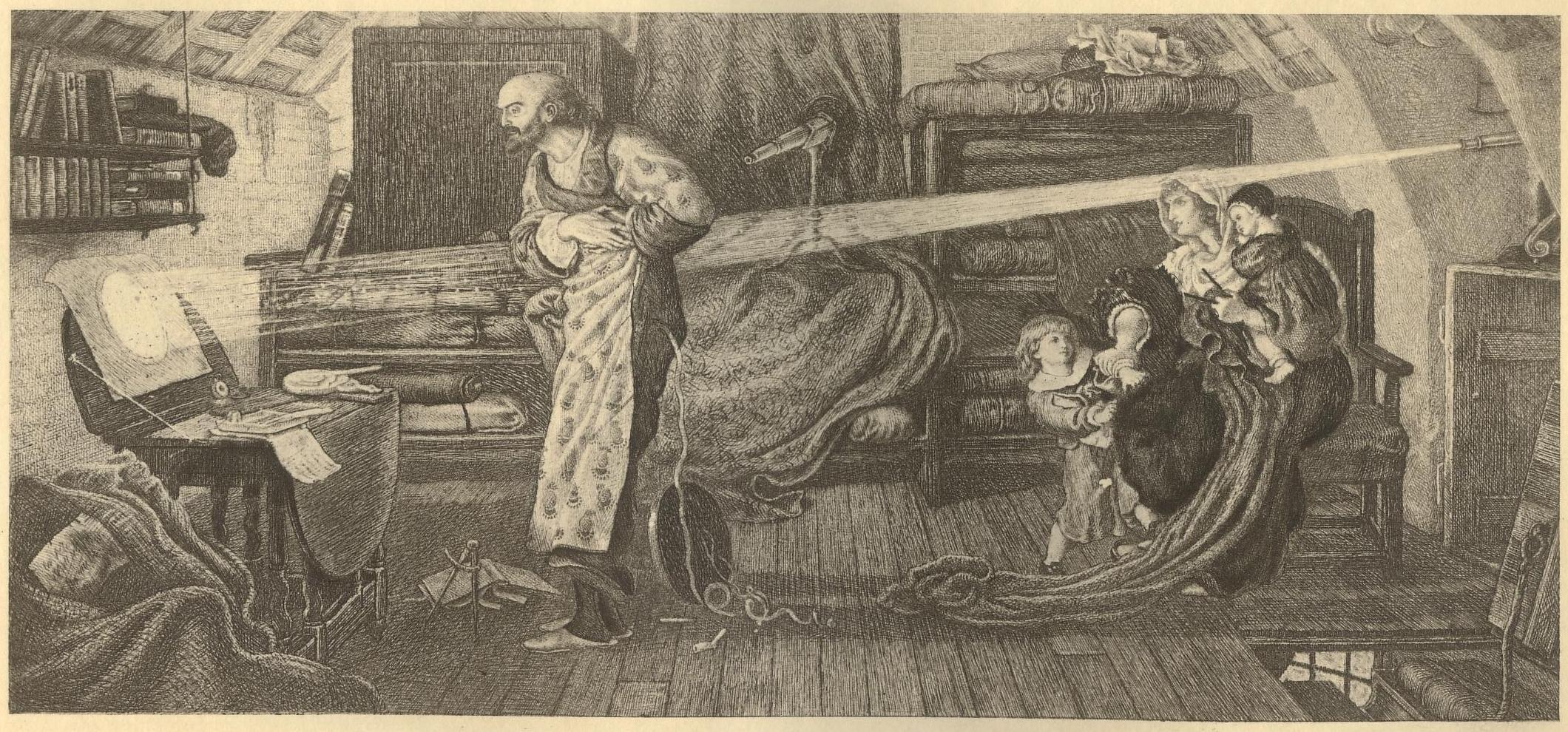
Dobová kresba pozorování přechodu Venuše přes Slunce.

Jako všechny planety viditelné pouhým okem byla i Venuše odpradávna spojována s božskými principy. Je asociována se sumerskou bohyní Inanou, akkadskou Ištar, asyrskou Mylitou, syrskou Astarté, fénickou Astarot, egyptskou Aštoret, indickou Šukrou, germánskou Freyou, řeckou Afroditou a římskou Vénus.
V systému babylónské astrologie byla zařazena mezi tradičních 7 planetárních vládců, chronokratorů (vládnoucí pár světel Slunce, Měsíc a planety Merkur, Venuše, Mars, Jupiter a Saturn).
V rámci sedmidenního týdne vládne Venuše pátku, z čehož v některých jazycích vychází i pojmenování tohoto dne (latinsky dies Veneris, v sanskrtu šukravána).
Z Pythagorových kosmologických představ Země obalené 7 otáčejícími se planetárními sférami, vydávajícími tzv. hudbu sfér, byly odvozeny starší sedmitónové hudební stupnice, v nichž Venuši náležel tón H.
Z lidských smyslů připadla Venuši chuť, z kovů měď. Venuše je všeobecně považována za blahodárnou, dobrou planetu, ve středověku byla dokonce nazývána „malým dobrodějem“ nebo „Malým štěstím“. Je asociována s číslem 7.
V západní astrologické tradici, založené na ptolemaiovském systému, vládne Venuše VII. a II. domu, takže její denní dům odpovídá vzdušnému znamení Vah a noční zemskému znamení Býka. Ničí ji protilehlá (exilová) znamení Berana a Štíra, domy jejího konkurenta Marta. Povýšení zažívá v spirituálně sounáležitých Rybách, pád naopak v rozumové a kritické Panně. Některé prvky tohoto systému mohly být inspirovány skutečnými astronomickými zvláštnostmi Venuše. Během 5 synodických oběhů kolem Slunce koná Venuše z geocentrického pohledu 5 retrográdních pohybů v různých částech zvěrokruhu, jejichž posloupnost tvoří vrcholy pěticípé hvězdy kreslené jedním tahem – pentagramu. V očích hermetiků symbolizuje pentagram postavený špicí vzhůru člověka (duchovno), postaven obráceně značí býčí hlavu (hmotné statky). Systém denních a nočních domů planet mohl být odvozen i od dvojjediné podstaty Venuše coby Jitřenky/Večernice.
V indické astrologii, kde je planetárních vládců 9 (k tradičním sedmi je přidán vzestupný a sestupný měsíční uzel), vládne Venuše třem lunárním zvířetníkovým domům (nakšatrám) z celkového počtu 27. Jsou to Bharaní, Púrvaphálguní a Púrvášádha.
Tradiční astrologie, vycházející z babylónských kořenů, zná Venuši s Lunou jako jediné dvě ženské planety,
Venuše však oproti Luně zosobňuje spíše smyslovou, tělesnou a citovou stránku ženství, prvotní fázi ženského života, pannu nebo milenku, kterou naplnění jejího mateřského poslání teprve čeká.
V souladu s tím je astrologický symbol Venuše ♀ chápán jako glyf zrcátka nebo náhrdelníku. Jeho hlubší symbolika tkví v nadřazení kruhu ducha nad křížem hmoty, neboť Venuše ovládá jak duchovní, tak materiální hodnoty.
Venuše značí lásku, svůdnost, radost a potěšení, laskavost, společenskost, toleranci a schopnost kompromisů, špatně aspektovaná může vést k promiskuitě, lascivnosti, chlípnosti, bezstarostnosti a povrchnosti.
Libuje si v kráse, umění, harmonii a dobré chuti, ve své nižší podobě svádí k pohodlí, snadnému životu, řivosti.
Lidé pod pozitivním vlivem Venuše by měli inklinovat k povoláním souvisejícím s krásou, módou, uměním nebo diplomacií.

### Sci-fi
Při pohledu na Venuši nemohl člověk ze Země vidět nic jiného než hustá mračna, což podněcovalo představivost mnohých autorů a dávalo jim volnou ruku ve spekulacích o podmínkách panujících na povrchu planety. Dřívější pozorování planety naznačovala, že Venuše je velice podobna Zemi a že má atmosféru, což se projevilo v prvních námětech příběhů. U Venuše se sice předpokládalo klima teplejší než na Zemi, přesto ale panovala představa, že by ji mohli trvale obývat lidé. Vrchol zájmu o Venuši v žánru sci-fi nastal mezi 30. a 50. léty 20. století, kdy vědci byli schopni odhadnout některé vlastnosti Venuše, ale stále zde panovala značná nejistota, poskytující velký prostor pro fantazii.
Ve 30. létech napsal Edgar Rice Burroughs sérii dobrodružných knih, které se odehrávaly na Venuši. Dalším autorem, který psal o Venuši, se stal známý Robert Heinlein se sérii příběhů v cyklu Future History, které byly inspirovány chemikem Svantem Arrheniem, předpovídajícím souvislý déšť na povrchu Venuše. Podobný námět pro své povídky The Long Rain a All Summer in a Day si zvolil i další americký spisovatel Ray Bradbury. V roce 1943 vyšla další kniha Perelandra od C. S. Lewise a v roce 1954 pak vyšla Lucky Starr and the Oceans of Venus. Kniha popisovala Venuši jako vodní svět s obrovským oceánem plným exotického mořského života. V té době se již začaly objevovat i náměty, které popisovaly Venuši jako suchý a prašný svět, ale tyto příběhy nebyly příliš oblíbené. Jednalo se např. o dílo The Big Rain od Poula Andersona či novela The Space Merchants od Frederika Pohla a Cyrila M. Kornblutha.
V roce 1951 napsal polský spisovatel Stanisław Lem dobrodružný sci-fi román Astronauti, situovaný částečně na Venuši. Román je poplatný době svého vzniku – odehrává se v optimistické komunistické budoucnosti lidstva počátku 21. století; Venuše je zde mementem civilizace, která podlehla jaderné válce (v době psaní románu již probíhala studená válka).
První sondy přinesly poznatky o Venuši jako mrtvém a nehostinném světě, což zapříčinilo velký úpadek zájmu o Venuši na poli sci-fi literatury. Ze starší literatury lze číst tehdejší představy o podmínkách na Venuši v knize Planeta nachových mračen od bratrů Strugackých, vydané roku 1962. S narůstajícími vědomostmi o Venuši se ale začal zájem o tuto planetu mezi autory sci-fi navracet s novým námětem v podobě osídlení a terraformace planety. V roce 1997 britský spisovatel Arthur C. Clarke ve své knize 3001: Poslední vesmírná odysea popisuje snahu lidstva ochladit Venuši za pomoci ledových jader komet. Samotný námět terraformace Venuše se stal oblíbeným ve velkém množství příběhů, jako např. ve Star Treku či Exosquad. Na přelomu 19. a 20. století se také objevila myšlenka, že na Venuši by mohl být život podobný tomu pozemskému v minulých geologických dobách. Objevila se také představa současné existence bytostí podobných pozemským druhohorním dinosaurům.